# Rokyten (hradiště)
Rokyten je hradiště nacházejícího se na ostrohu řeky Rokytné na katastru vesnice Rokytná. Raně přemyslovské hradiště z první poloviny 11. století zaniklo koncem 12. století. Na místě jeho předhradí se nachází ves Rokytná. Hradiště je od roku 1958 zapsáno v seznamu nemovitých kulturních památek.

## Historie
Místo bylo osídleno v období starší a mladší doby kamenné, v pozdní době bronzové i laténské. Keltové zde sídlili přibližně od roku 400 před n. l. do prvních desetiletí našeho letopočtu.
Slovanské osídlení bylo zjištěno od 8. století a trvá bez přerušení dodnes. V době velkomoravské bylo zde pravděpodobně hradiště nebo významné sídliště. Na významu nabylo místo i v době břetislavské, tj. po roce 1030, kdy zde bylo přemyslovské hradiště s vlastním hradským obvodem.
V písemných pramenech je poprvé hradiště uváděné jako grad Rokyten zmíněno v zakládací listině staroboleslavské kapituly z roku 1046, kdy staroboleslavská kapitula získala výnosy z tehdejších hradišť.
Hradiště bylo vypáleno v roce 1146 Vladislavem II.  na výpravě proti moravským Přemyslovcům. Správní centrum bylo přemístěno pravděpodobně do Řeznovic a Rokytná ztratila svůj význam. Mocenské centrum pravděpodobně zcela osiřelo, obnovena byla osada v předhradí, kde se kolem kostela vytvořilo jádro současné vesnice. K dalšímu zpustošení a zřejmě konečnému zániku hradiska došlo v souvislosti s bitvou u Loděnice roku 1185. Násilné ukončení života na ostrožně dokumentují stopy po velkém požáru odkryté při archeologických výzkumech.
Název místa pochází se staroslovanského pojmenování vrby – rokyta.

## Stavební podoba
Hradiště bylo dvoudílné, mocenské centrum se rozkládalo na ostrohu na místě nyní zvaném Velké Hradisko, předhradí na místě nynější vesnice Rokytná, v trati zvané Malá Hradiska. Malé sídliště bylo i pod ostrohem u řeky Rokytná. V současné době má Velké Hradisko rozlohu asi 3 ha a je zemědělsky obdělávané, Malá Hradiska přibližně 8 ha.
Velké hradisko bylo chráněno obvodovou palisádovou hradbou. Předhradí bylo odděleno od centra příkopem, další příkop jej rozděloval na dvě části. Další příkop byl na jihu hradiště. Do hradiště se vcházelo především z jihu přibližně v místě dnešní cesty do Moravského Krumlova. 
Na hradisku se nacházel kostel svatého Jana, který je zmiňován v zakládací listině louckého kláštera ve Znojmě k roku 1190. Jednalo se pravděpodobně o kamennou románskou stavbu.

## Archeologický průzkum
V letech 1959–1960 proběhl v Rokytné sondážní výzkum pod vedením archeologa Borise Novotného z Archeologického ústavu ČSAV v Brně. Autor výzkumu zjistil na ploše Velkého Hradiska zahloubená dřevěná obydlí. Tyto polozemnice byly uspořádané po obvodu opevněné plochy přimknuté ke kůlové palisádě. Byly také objeveny stopy po polozahloubených chatách se zbytky ohnišť nebo pecí. V severovýchodní části byly objeveny ohořelé zbytky velké roubené stavby, snad obydlí zdejšího správce. 